# Eusarca ineffusaria
Eusarca ineffusaria är en fjärilsart som beskrevs av Achille Guenée 1858. Eusarca ineffusaria ingår i släktet Eusarca och familjen mätare. Inga underarter finns listade i Catalogue of Life.